# Kamadihalli, Nagamangala
Kamadihalli là một làng thuộc tehsil Nagamangala, huyện Mandya, bang Karnataka, Ấn Độ.